# 24 pr. n. št.
24 pr. n. št. je bilo po julijanskem koledarju navadno leto, ki se je začelo na četrtek, petek ali soboto, ali pa prestopno leto, ki se je začelo na petek (različni viri navajajo različne podatke). Po proleptičnem julijanskem koledarju je bilo navadno leto, ki se je začelo na četrtek.
V rimskem svetu je bilo znano kot leto sokonzulstva Avgusta in Flaka, pa tudi kot leto 730 ab urbe condita.
Oznaka 24 pr. Kr. oz. 24 AC (Ante Christum, »pred Kristusom«), zdaj posodobljeno v 24 pr. n. št., se uporablja od srednjega veka, ko se je uveljavilo številčenje po sistemu Anno Domini.

## Dogodki
- Gaj Avgust Oktavijan je desetič imenovan za rimskega konzula

## Smrti
- Strabon, grški geograf (približni datum) (* 63 pr. n. št.)